# Faster Kill Pussycat
Faster Kill Pussycat — первый сингл со студийного альбома «A Lively Mind» Пола Окенфолда. Вокалисткой в данном сингле выступила известная американская актриса и певица Бриттани Мёрфи. Сингл был выпущен 21 марта 2006 года в США и сразу же взлетел на первое место в чарте Billboard Hot Dance Club Play chart, а также достиг второго места в рейтинге Billboard Hot Dance Airplay. В Великобритании же он был выпущен в продажу 5 июня 2006 года и сумел достичь седьмого места в UK Singles Chart уже ко второй неделе продаж.
Сингл получил своё название в честь американского фильма «Мочи, мочи их, киска!» (англ. «Faster, Pussycat! Kill! Kill!»).
Песня использовалась в танцевальных играх для игровых автоматов Dance Dance Revolution и Dance Dance Revolution SuperNOVA 2.
Трек исполнялся Полом Окенфолдом во время его приезда в Россию на Цехе 7 и вошёл в официальный сборник фестиваля «Цех Bestseller».

## Видеоверсия
В клипе показана территория, занятая преимущественно гаражами в одном из безлюдных районов Лос-Анджелеса. На фоне гараже показывается танец Бриттани Мёрфи, а неподалёку игра Пола Окенфолда на вертушке среди значительной аудитории. Съёмкой видео руководил известный видео-режиссёр Джейк Нэва. Оно было впервые показано по телевидению в мае 2006 года и транслировалось на MTV и некоторых других музыкальных каналах.
Видео был также одним из предварительно загруженных на плеер Zune от компании Microsoft.

## Список композиций
UK Сингл
1. «Faster Kill Pussycat» (Radio Mix)
2. «Faster Kill Pussycat» (Club Mix)
3. «Faster Kill Pussycat» (Roman Hunter Mix)
4. «Faster Kill Pussycat» (Nat Monday Mix)
5. «Faster Kill Pussycat» (Liam Shacar Mix)
6. «Faster Kill Pussycat» (Hip Hop Mix)

UK 12" vinyl
1. «Faster Kill Pussycat» (Roman Hunter Mix)
2. «Faster Kill Pussycat» (Radio Mix)
3. «Faster Kill Pussycat» (Nat Monday Mix)
4. «Faster Kill Pussycat» (Liam Shachar Mix)

US promo Сингл
1. «Faster Kill Pussycat» (Album Version) — 3:14
2. «Faster Kill Pussycat» (Roman Hunter Mix) — 7:57
3. «Faster Kill Pussycat» (Club Mix) — 5:53
4. «Faster Kill Pussycat» (Nat Monday Mix) — 6:51
5. «Faster Kill Pussycat» (Liam Shachar Mix) — 7:28
6. «Faster Kill Pussycat» (Eddie Baez’s Future Disco Mix) — 8:42
7. «Faster Kill Pussycat» (Hip Hop Remix) — 3:22

## Создатели
- Композиторы: Пол Окенфолд, Ян Грин, Келли Али
- Продюсер: Пол Окенфолд
- Вокал: Бриттани Мёрфи
- Программирование: Ian Green

## Места в чартах
Диаграмма внизу дана на 2006 год, момент когда сингл был фактически выпущен.
Исключение составляет только седьмое место в чарте UK Dance Chart, так как после смерти Бриттани Мёрфи в декабре 2009 года, песня повторно вошла в британские чарты и смогла достичь 7 места в UK Dance Chart. Песня также вошла в UK Indie Chart в ту же неделю и достигла тринадцатого места. Сингл также вошёл в UK chart заняв 129 позицию..
| Чарт                          | Наивысшая позиция |
| ----------------------------- | ----------------- |
| Billboard Hot Dance Club Play | 1                 |
| Billboard Hot Dance Airplay   | 2                 |
| UK Dance Chart                | 7                 |
| UK Indie Chart                | 13                |
| UK Singles Chart              | 7                 |
| Ireland Singles Chart         | 17                |
| New Zealand Top 40            | 19                |
| Australia Singles Top 50      | 44                |